# Неомортония
Неомортония (лат. Neomortonia) — род семейства Геснериевые (лат. Gesneriaceae), включающий в себя 3 вида многолетних эпифитных или растущих на каменистых склонах травянистых растений.

## Этимология названия
Название рода состоит из греч.  νεος, neos — «новая», и фамилии Мортон, в честь Конрадa Вернонa Мортонa (Conrad Vernon Morton, 1905-1972), известного американского ботаника.

## Ботаническое описание
Эпифитные травы или кустарники. Стебли слабые, ползучие или цепляющиеся, 2-3 мм в диаметре, густо разветвлённые. Листья супротивные или собраны в мутовках по три, немного изофиллические, кожистые, черешки короткие, пластинки яйцевидные или эллиптические, по краю пильчатые. Цветки одиночные, пазушные, косо свисающие из чашечки. Чашелистики свободные, цельнокрайные или мелкопильчатые, зелёные. Венчик двух типов: белый, трубчатый с воронкообразным 5-лопастным отгибом, доли которого широко распростёрты, с реснитчатым краем; венчик красный, сильно вздутый, провисший, с узким зевом. Тычинок 4, равные по длине венчику, сросшиеся в короткую трубку вокруг завязи; пыльники сросшиеся, открываются по продольным бороздкам. Нектарные железы на дорсальной стороне трубки венчика, белые. Завязь верхняя, пестик шаровидный. Плод — овальная, сжатая с боков оранжевая ягода. Семена полосатые, жёлтые или коричневые.

## Ареал и климатические условия
Центральная Америка и запад Колумбии. Растёт в горных или равнинных лесах — на влажных тенистых скалах, или как эпифит на деревьях.

## Хозяйственное значение и применение
В умеренном климате выращивается как комнатное и тепличное декоративное растение. 
Ампельное растение.

## Агротехника
Посадка. Сажают в очень рыхлый, питательный водо- и воздухопроницаемый субстрат, например земляная смесь для сенполий с добавлением перлита, резаного сфагнума и известняковой крошки. На дне горшка обязательно устраивают дренаж из слоя керамзита или черепков.
Уход. Содержат на хорошо освещённом месте. Следует оберегать от прямых солнечных лучей; не опрыскивать листья. Полив умеренный, по мере просыхания субстрата, избегать застаивания воды в поддоне. Оптимальная температура 19-23°С. Регулярные подкормки в период роста — весной и летом 1 раз в 3-4 недели, жидким удобрением для цветущих растений 1/2 дозы от рекомендованной на упаковке. Растение способно при хорошем уходе цвести круглый год, для этого зимой рекомендуется дополнительное искусственное освещение.
Пересадка. Пересаживают ежегодно в начале весны в свежий земляной субстрат.
Размножение. Зрелыми верхушечными стеблевыми черенками и посевом семян.

## Виды
По информации базы данных The Plant List, род включает 3 вида:
- Neomortonia alba Wiehler
- Neomortonia nummularia (Hanst.) Wiehler
- Neomortonia rosea Wiehler